# اوک‌ویل، انتاریو
اوک‌ویل به (به انگلیسی: Oakville) شهر کوچکی است در ناحیه هیلتون، انتاریو جنوبی واقع در کناره دریاچه انتاریو، کانادا و بخشی از تورنتو بزرگ (GTA).
در سرشماری در سال ۲۰۰۶ جمعیت این شهر ۱۶۵٬۶۱۳ نفر بوده‌است.